# Bradysia praepaupera
Bradysia praepaupera är en tvåvingeart som beskrevs av Werner Mohrig och Nina Krivosheina 1989. Bradysia praepaupera ingår i släktet Bradysia och familjen sorgmyggor.
Artens utbredningsområde är Turkmenistan. Inga underarter finns listade i Catalogue of Life.